# Paolo Uccello

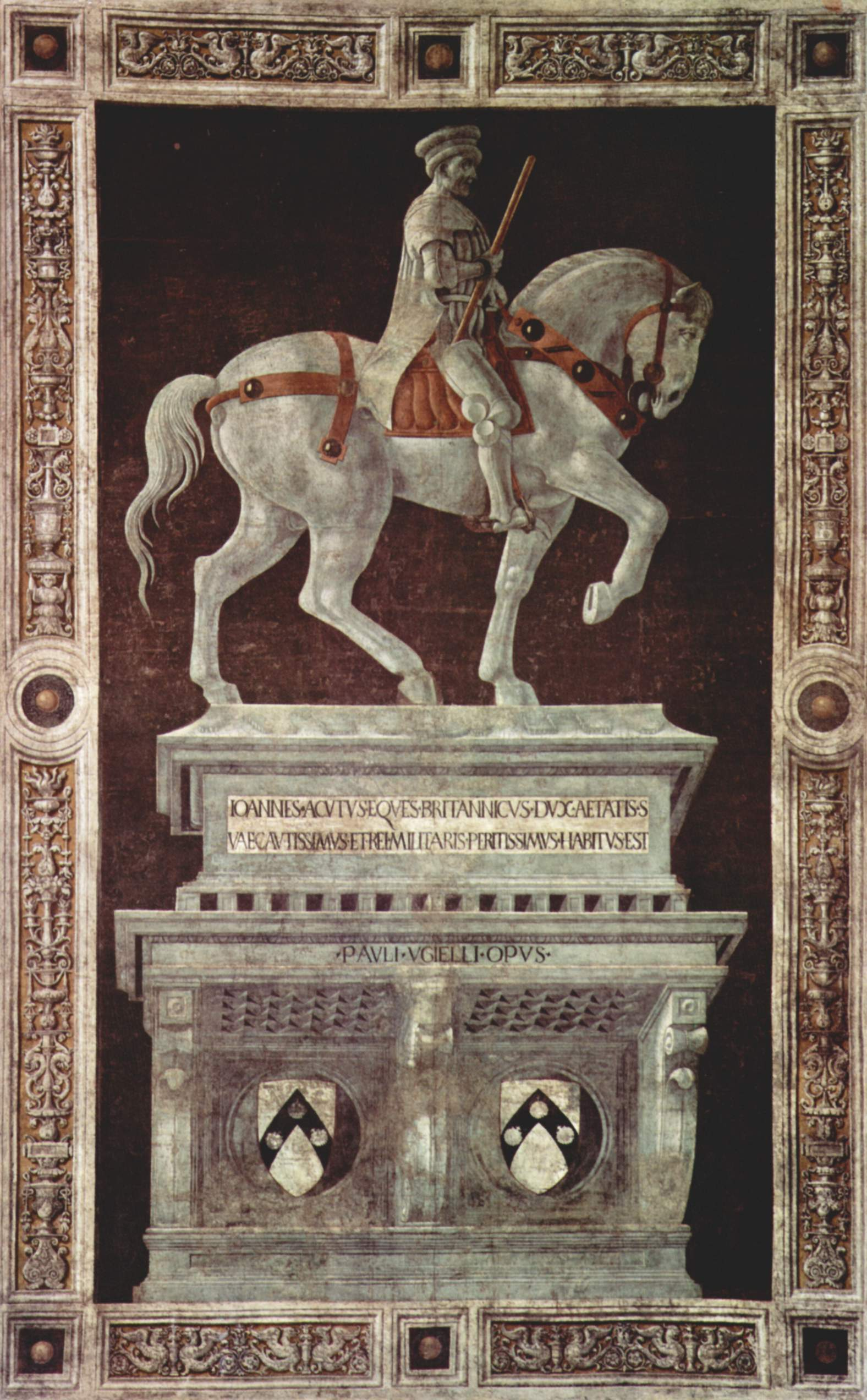
Sir John Hawkwood v dómě ve Florencii

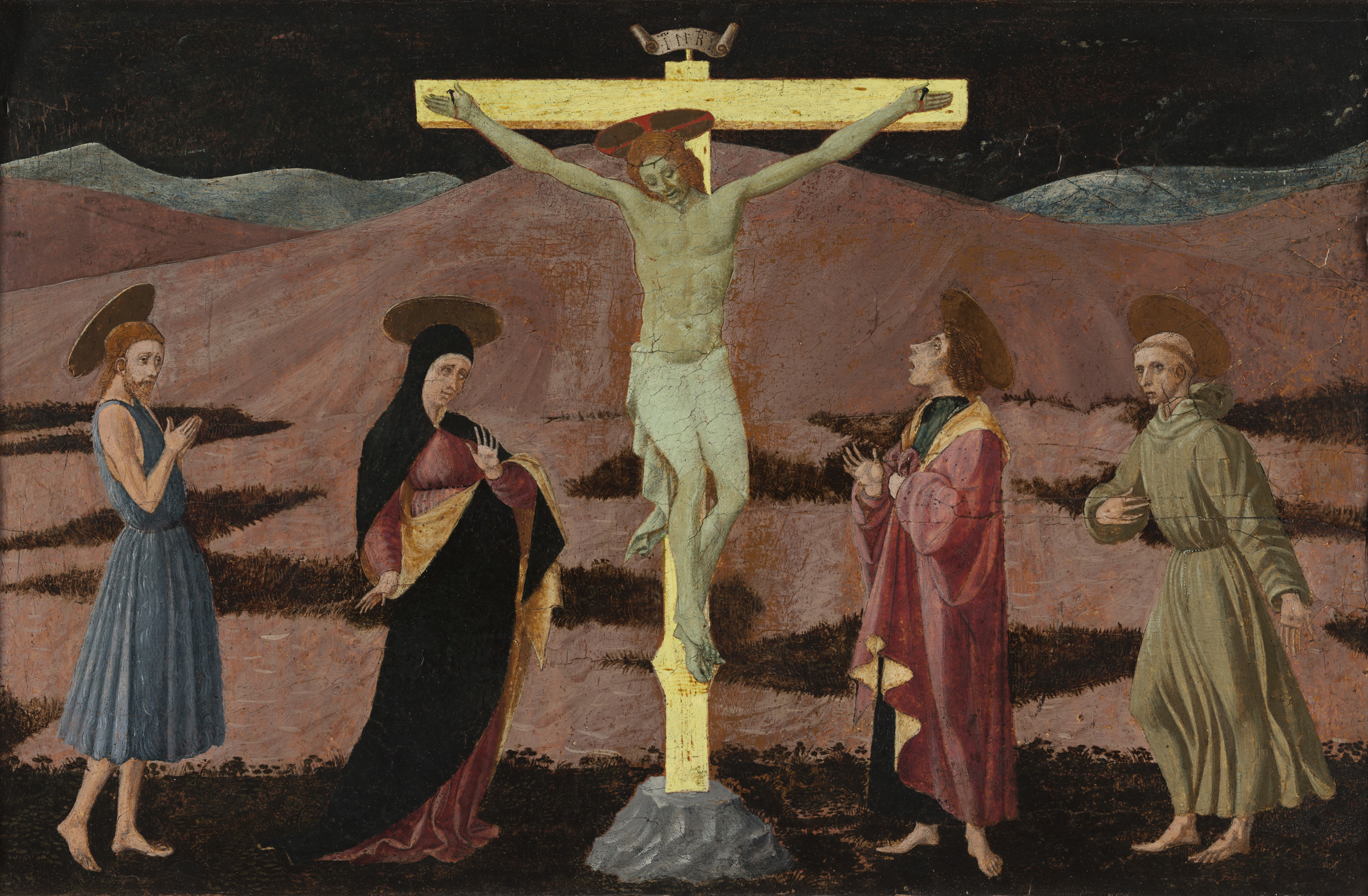
Ukřižování

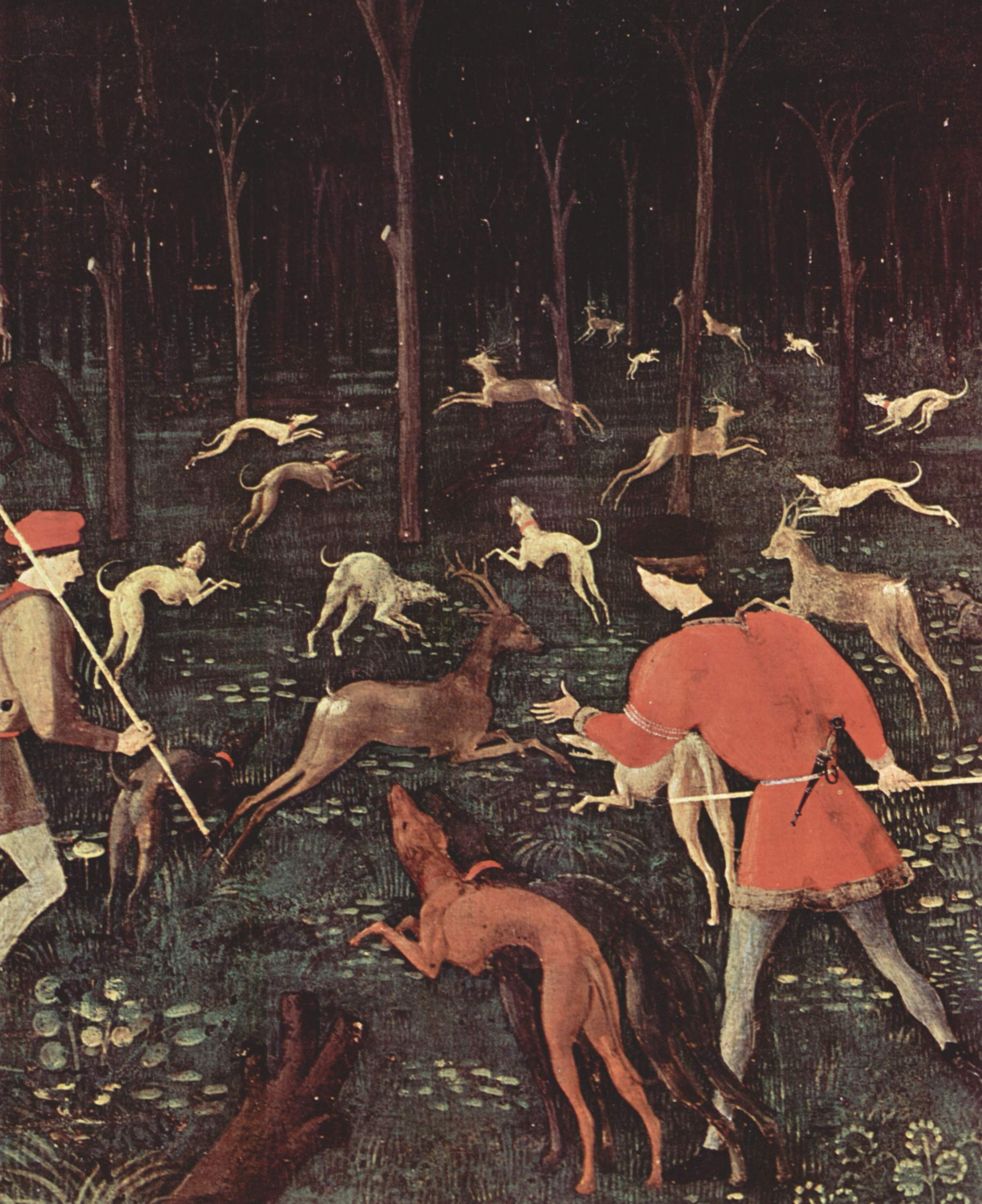
Noční hon, tempera (Oxford)

Bitva u San Romana, tempera

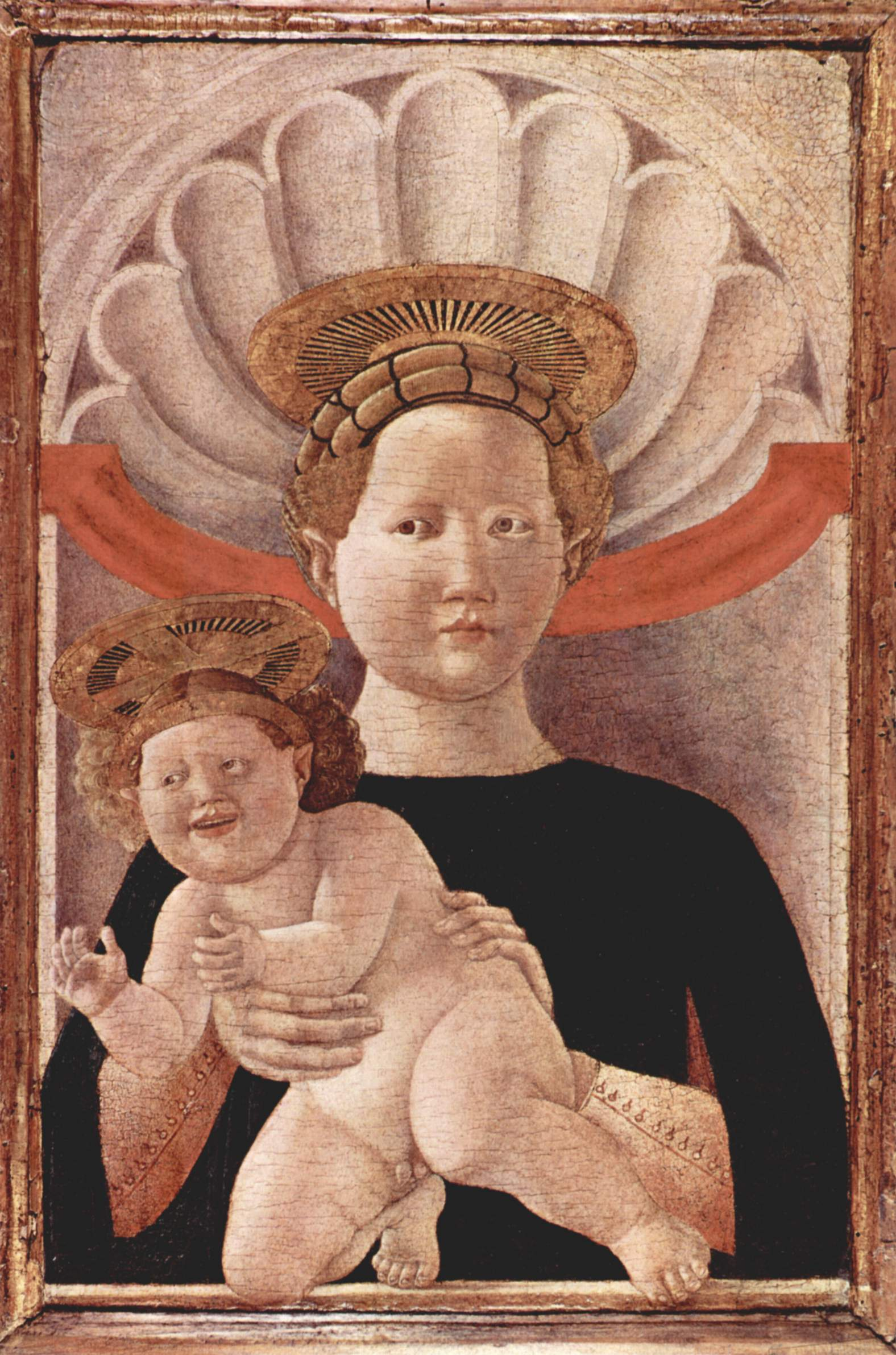
Madona s dítětem (Dublin)

Sv. Jiří bojuje s drakem (Londýn)

Paolo di Dono zvaný Uccello (1397 Pratovecchio u Arezza – 1475 Florencie) byl italský raně renesanční malíř, mozaikář, dekoratér a nadšený zastánce perspektivní teorie, kterou usiloval důsledně aplikovat v malířství. Někdy bývá podle mylných informací v jeho životopise od Giorgia Vasariho považován za předchůdce Ghibertiho, Donatella a Brunelleschiho a za objevitele perspektivy, což však životopisná data vylučují. Sám Uccello je považován za jednoho z nejnadanějších a nejsvědomitějších umělců a řemeslníků své doby.

## Život

### Původ
Paolo Uccello, jak vyplývá z několika umělcových daňových přiznání, se narodil roku 1397. Svou přezdívku „Uccelo“ (pták) získal díky své zálibě v malování ptáků. Jeho otec Dono di Paolo byl lazebník a felčar z vesnice Pratovecchio u Arezza a jeho matka se jmenovala Antonia. Paolo byl spíše podivínské a hloubavé povahy. Díky jeho plnému nasazení ve věcech studijních, žil izolovaně uzavřen ve svém světě.

### Učení
Původně se vyučil zlatnictví a sochařství v dílně Lorenza Ghibertiho, kde působil jako jeho pomocník. Zde byl také seznámen s mladým Donatellem, se kterým poté udržoval celoživotní přátelství. V roce 1414 byl Uccello přijat do malířského cechu Sv. Lukáše (Compagnia di San Lucca) a už o rok později se stal členem oficiálního florentského malířského cechu Arte dei Medici e degli Speziali. 

### Svatba
V roce 1453 se oženil s Tomassou Malficiovou a už v tomtéž roce se mu narodil syn Donato, kterého pojmenoval po svém blízkém příteli Donatellovi. V roce 1456 se pak narodila dcera Antonia, která se později stala karmelitánskou jeptiškou. Podle Vasariho byla Antonia také malířkou, což stálo na jejím úmrtním listě, když v roce 1491 zemřela. Žádné její dílo však není známo, a tak nelze porovnat její styl se stylem jejího otce a zjistit, zda po něm zdědila talent a do jaké míry se jím nechala inspirovat. V srpnu roku 1469 prohlásil Uccello ve svém daňovém přiznání, že: „Jsem starý a všechno mě bolí, moje žena je také nemocná a už nemohu dál pracovat“ a od té doby už nemaloval. Zemřel takřka sám a v úplném zapomnění 10. prosince 1475 ve Florencii. Byl pohřben v rodinné hrobce v kostele Santo Spirito. Zanechal po sobě syna, ženu a dceru.

## Dílo

### První malby
Paolovými prvními malbami byly fresky v Lelmově špitále, kde namaloval v podlouhlé nice sv. Antonína Opata mezi sv. Kosmu a Damiána. Tyto fresky však byly zničeny společně s malbami dvou postav v klášteře Annalena. V kostele Santa Trinita namaloval nad dveřmi sv. Františka, jak přijímá stigmata, opravuje kostel, jejž podpírá ramenem, a jak rozmlouvá se sv. Dominikem. Pro florentský dom Santa Maria Del Fiore v postranní kapli, kde se rovněž nachází deskový obraz od jeho současníka Masaccia, namaloval fresku Zvěstování s dokonale provedenou stavbou, jež je důkazem jeho perspektivních studií. Oltář sv. Kosmy a Damiána, zhotovený pro kapli sv. Jeronýma v kostele Carmine, se nedochoval. Později byl Uccello požádán, aby vytvořil řadu scén se zvířecími náměty pro dům Medici. Vasari oceňuje dynamickou, energeticky podanou scénu lva bojujícího s hadem. Na těchto pracích je zřejmá jeho vášeň ke zvířatům, která miloval a také často zobrazoval.

### Mozaiky
I když je Paolo znám spíše jako malíř, v letech 1425–1430 působil jako mozaikář a podílel se na výzdobě benátského chrámu San Marco, nic z jeho prací zde se však nedochovalo.
Jeho zralý umělecký styl se projevil až na freskách v ambitu florentského kláštera Santa Maria Novella. Tématem celého souboru jsou výjevy ze Starého zákona, objevují se zde fresky s námětem Stvoření světa, Stvoření Adama a Evy, První hřích, na nichž umělec pracoval kolem r. 1430, Potopa, Oběť a Noemovo opilství jsou práce z let 1446–1448. Fresky byly r. 1940 sňaty a vystaveny v sousedním refektáři a poté roku 1966 vážně poškozeny při povodni. Tímto dílem si získal věhlas a slávu.

### Fresky
Ve Florencii se poté usídlil téměř natrvalo a účastnil se výzdoby dalších významných florentských chrámů. Jedním z nejvýznamnějších počinů ve Florencii v této době byla dostavba a výzdoba florentského domu Santa Maria del Fiore. Roku 1436 mu byla zadána zakázka na zhotovení fresky na památku anglického kondotiéra Johna Hawkwooda, který byl ve florentských službách a vyznamenal se v bitvě u Casciny roku 1364. Freska byla roku 1842 přenesena na plátno a od roku 1947 je opět na svém původním místě. Monochromní provedení budí iluzi sochařského díla a zobrazuje samotného kondotiéra na koni, který stojí na jeho sarkofágu. Portrét s dokonale zvládnutou perspektivou budí téměř dojem sochařského díla. Roku 1443 vytvořil také kartony pro dvě kruhová okna a barevnou freskou a namaloval ciferník se čtyřmi hlavami nad vchodem. Dnes je dílo silně přemalováno. Roku 1445 cestoval na krátkou dobu do Padovy na pozvání Donatella, který zde pracoval na jezdecké soše kondotiéra Gattamelaty. Uccellovy padovské práce se však nezachovaly.

### Obrazy pro Palazzo Medici
V letech 1450 – 1456 pracoval na své nejvýznamnější zakázce. Jsou to tři obrazy pro Palazzo Medici, jejichž námětem je Bitva u San Romana, kde roku 1432 zvítězila florentská armáda nad sienskou. Obraz je dokonalou perspektivní studií plnou řady perspektivních zkratek, kde se prolíná jak plošný, tak hloubkový účinek znatelný ve zploštělých formách lidských těl zasazených do dokonale vyprojektovaného prostoru. To vše spolu vytváří věrnou iluzi bitevního chaosu. Ke konci života mezi léty 1465 – 1469 působil v Urbínu se svým synem Donatem ve službách bratrstva Corpus Domini, pro které vytvořil predellu pro nový oltář. K jeho posledním dílům se řadí také portréty pěti význačných umělců, které si ponechal doma na památku. Prvním z portrétovaných byl Giotto představující světlo a počátek umění, Filippo Brunelleschi za architekturu, dále pak Donatello za sochařství, autoportrét za malbu a přítel Antonio Manetti za matematiku.

## Charakteristika díla
Podle Vasariho byl Uccello nejpodivuhodnějším malířem z generace po Giottovi. Uccellův talent je zřetelný v provedení detailu a pečlivých forem, perspektivě obrazu a důrazu na vypracování pozadí a trojrozměrnosti díla. Zprvu pracoval podle tradic pozdní gotiky, avšak později dokázal svoje díla přenést do nových principů renesance. Jeho malířské umění charakterizuje zájem o studium lineární perspektivy na úkor studia figur či zvířat, z kterého se později stává až jistá posedlost. Jeho díla tak občas působí nepřirozeným až těžkopádným dojmem. Výjimečným prvkem jeho děl je také osobitý kolorit a ležérní přístup k realitě. Syté odstíny používané občas zcela iracionálně působí až psychedelickým dojmem. Již za jeho života působila díla spíše bizarně a zájem o něj postupně slábl. Rehabilitace se mu dostalo až ve 20. století, kdy se jeho tvorba stala inspirací pro celou řadu moderních uměleckých tendencí.